# Sámuel Aba
Sámuel Aba (madžarsko Aba Sámuel) ogrski kralj (1041–1044).  * ?, † 1044. 
Sámuel Aba je bil palatin na dvoru Štefana I. Ogrskega. Palatin (nádor), to je kraljevi namestnik,  je bil krati tudi glavni sodnik na kraljevem dvoru. Poleg tega naj bi bil Sámuel Aba tudi v sorodstvenem razmerju s Štefanom, npr. njegov posinovljenec ali nečak. Sámuel Aba je torej aktivno sodeloval pri rojstvu srednjeveškega ogrskega kraljestva. Nastanek tega kraljestva pa je imelo svojo ceno: pogansko prebivalstvo je trpelo zaradi uvajanja krščanstva, družba se je razslojevala, moč plemstva je bila omejena, Vazul in njegovi sinovi so se po smrti Štefanovega sina Emerika borili za nasledstvo po starem načinu starešinstva, po katerem je prestol dedoval najstarejši pripadnik družine.
Razmere so se poslabšale po Štefanovi smrti. Sámuelov prehodnik Peter Orseolo je bil neuspešen vladar- obdan s tujci, predan viteškim avanturam in v sporu s cerkvijo, je v Madžarih prebudil željo po zamenjavi vladarja. Posledica vsega tega je bila, da so nezadovoljni Madžari Petra Orseola že leta 1041 pahnili iz ogrskega prestola in za naslednika razglasili Sámuela Abo. Sámuel Aba je na Ogrskem vladal v izjemno težavnih razmerah. Vazulovi sinovi so v tujini čakali na boljše čase, pa tudi Peter Orseolo je pobegnil na tuje in sicer v Nemčijo k svetorimskemu cesarju Henriku III. Ta mu je sklenil pomagati, ker se je nadejal vazalnega odnosa Ogrske, obenem pa se je lahko maščeval za poraz svojega očeta v letu 1030. Sámuel Aba je leta 1042 opustošil del Bavarske. Morda je s tem hotel prehiteti akcijo rimskega cesarja. Cesar je nato še istega leta vpadel na Ogrsko in med drugim razdejal Bratislavo. Vendar pa Henrik ni dosegel svojega poglavitnega cilja- odstanitve Sámuela Abe in ponovnega ustoličenja Petra Orseola. Sámuel Aba je kmalu imel težave tudi z domačimi uporniki, ki so za pomoč prosili prav Henrika III. Henrik in Peter sta izkoristila ta trenja na Ogrskem- nemška vojska je leta 1044 uspela usodno poraziti Sámuela Abo, ki je bil prijet in ubit med begom. Henrik je zmago izbojeval tako, da je Ogrsko napadel z manjšimi in bolj mobilnimi enotami ter 05. julija 1044 v bitki pri Ménfőju Abo premagal. Tako je Henriku leta 1044 uspelo ponovno ustoličiti Petra Orseola.